# Porcikafű
A porcikafű (Herniaria glabra) a szegfűfélék családjába tartozó növény, amely Észak-Amerikában és Európában honos. Vízhajtó hatásáról ismert. A porcikafű hatóanyaga a herniarin.

## Fordítás
- Ez a szócikk részben vagy egészben  a   Herniaria glabra című angol Wikipédia-szócikk ezen változatának fordításán alapul.  Az eredeti cikk szerkesztőit annak laptörténete sorolja fel. Ez a jelzés csupán a megfogalmazás eredetét és a szerzői jogokat jelzi, nem szolgál a cikkben szereplő információk forrásmegjelöléseként.